# Fàbregues (Viladrau)
Fàbregues és una masia de Viladrau (Osona) inclosa a l'Inventari del Patrimoni Arquitectònic de Catalunya.

## Descripció
Edifici civil,. Masia de planta rectangular (11x4) coberta a diverses vessants, però amb el carener perpendicular a la façana E (sector més enlairat on hi ha l'era encaironada); consta de planta i primer pis. La façana E, té dos nivells i presenta un portal adovellat (gres ros), i petits portalets de construcció posterior; davant l'accés de la casa hi ha un mur que forma una lliça i uns graons d'accés; al primer pis hi ha dues finestres (una de gres gris amb espiera a sota); també hi ha unes escales que pugen a l'era. La façana N presenta tres portals de mides diverses i amb llindes de fusta a la planta; tres finestres de pedra al primer pis (dues són de gres vermell, i una de gòtica de gres oliva). La façana O, zona més baixa, té el mur atalussat i tres finestres. El sector S presenta un mur que tanca el femer, dos cossos de porxos amb corts a la planta baixa adossats. Situada en un pendent més amunt que la casa dels amos, la construcció conserva elements i fragments de murs que fan pensar en la seva antiguitat,i les poques modificacions que han sofert.

## Història
Antic mas que probablement formava part dels 82 masos que existien en el municipi pels volts de 1340 segons consta en els documents de l' època. El trobem registrat en els fogatges de la "Parròquia i terme de Viladrau fogajat a 6 de octubre de 1553 per Joan Masmiguell balle com apar en cartes 230", juntament amb altres 32 que continuaven habitats després del període pestes, on consta un tal "Joan Montanyà al molí den Fabregues". Tenim constància que aquest ma, junt amb altres quatre de la rodalia varen pertànyer a la Parròquia de Vilalleons.